# Laetacara thayeri
Espèce
Laetacara thayeri est une espèce de poissons perciformes appartenant à la famille des Cichlidae.